# Cyrtopogon sabroskyi
Cyrtopogon sabroskyi är en tvåvingeart som beskrevs av Lavigne och Bullington 1981. Cyrtopogon sabroskyi ingår i släktet Cyrtopogon och familjen rovflugor. Inga underarter finns listade i Catalogue of Life.